# Pierre Justin Sabatier
Pour les articles homonymes, voir Sabatier.
Pierre Justin Sabatier, né le 12 juillet 1792 à Toulouse et mort le 17 décembre 1869 à Paris, est un numismate français. 

## Biographie
Pierre Justin Sabatier suit des études à l'école militaire de Saint-Cyr. Il rejoint l'armée napoléonienne en Allemagne, et participe aux dernières batailles avant la chute de Napoléon.
Son dévouement à la cause de l'empereur lui vaut une condamnation à mort par la cour de Louis XVIII, mais il parvient à s'échapper en Hollande.
Il s'installe ensuite en Russie où il vit pendant quarante ans, aimé et estimé par les érudits et les numismates. Il se consacre à l'archéologie, s'appliquant en particulier à l'étude de la numismatique romaine et byzantine. Après un voyage en Crimée, il écrit Souvenirs de Kertsch et chronologie du royaume de Bosphore, qui contient un catalogue complet des pièces du royaume du Bosphore.
La période russe comprend des œuvres de Sabatier telles que Iconographie d'une collection choisi de cinq mille médailles Romaines, Byzantines et Celtibériennes, publiée à Saint-Pétersbourg en 1847 et rééditée à Paris en 1856.
En 1850, Sabatier écrit, avec son fils, un ouvrage intitulé Production de l'Or, de l'Argent, et du Cuivre, chez les Anciens, et Hôtels Monetaires des Empires Romain et Byzantin, également publié à Saint-Pétersbourg.
Immédiatement après la guerre de Crimée, Sabatier quitte la Russie et retourne dans son pays d'origine. Il vend sa collection intéressante de pièces grecques, romaines et byzantines pour un petit revenu et s'installe à Paris. Collaborateur assidu des revues numismatiques de Paris et de Bruxelles, il participe à la formation de la Société numismatique de Saint-Pétersbourg et à celle de Paris, dont il est élu vice-président.
Son œuvre la plus intéressante est Description générale des monnaies byzantines publiée en deux volumes à Paris en 1862 et rééditée en 1930 et 1955.
Le travail de Sabatier lui vaut l'estime de l'empereur de Russie et des rois de Prusse, du Portugal, de Suède et de Grèce, qui lui décernent plusieurs distinctions. Sabatier est également membre de plusieurs sociétés numismatiques, y compris la Royal Numismatic Society.
La collection de pièces byzantines, constituée par Sabatier, est maintenant conservée au Musée de l'Ermitage. Le catalogue de sa collection (Catalogue de la Collection Sabatier : médailles romaines : impériales et impériales grecques depuis Jules César jusqu'à Arcadius) est publié à Saint-Pétersbourg en 1852.

## Œuvres
- Souvenirs de Kertsch et chronologie du royaume de Bosphore, Saint-Pétersbourg, 1849
- Production de l'or, de l'argent et du cuivre chez les Anciens et Hôtels monétaires des empires Romain et Byzantin, Saint-Pétersbourg, 1850.
- Description générale des monnaies byzantines frappées sous les empereurs d'Orient depuis Arcadius jusqu'à la prise de Constantinople par Mahomet II, en 2 volumes; Paris—Londres, 1862, (ripubblicato  Lipsia (1930) e Graz (1955).
- Description générale des médaillons contorniates, Paris, 1860 (lire en ligne)